# Odczep

Uzwojenie autotransformatora z odczepami

Odczep – dodatkowe połączenie elektryczne uzwojenia. Każda cewka lub uzwojenie będące częścią obwodu elektrycznego posiada dwa połączenia (początkowe i końcowe), pomiędzy którymi znajduje się stała wartość induktancji cewki. Odczepy są dodatkowymi połączeniami, znajdującym się pomiędzy połączeniem początkowym i końcowym, pozwalającymi na skokową regulację charakterystyki uzwojenia (induktancji, napięcia, itd.).

## Wykonanie
W przypadku niewielkich uzwojeń odczepy są wykonywane bezpośrednio podczas nawijania uzwojenia i są one integralną częścią cewki głównej (drut nawojowy nie jest przecinany). W dużych uzwojeniach poszczególne sekcje mogą być nawijane osobno, po czym następuje ich połączenie szeregowe celem uzyskania głównego uzwojenia z odpowiednimi odczepami.

## Zastosowanie
Odczepy są stosowane w transformatorach do regulacji napięcia wtórnego. W niewielkich zasilaczach uniwersalnych pozwalają na skokową zmianę napięcia, zazwyczaj w granicach 3-12 V. 
Odczepy są również stosowane w transformatorach energetycznych do regulacji napięcia sieci w niewielkim zakresie (rzędu ±10%), które może ulec wahaniom przy zmianie obciążenia lub konfiguracji sieci. 
W szczególnych przypadkach odczepy stosuje się również w uzwojeniach stojanów silników uniwersalnych, które muszą pracować w warunkach zasilania więcej niż jednym napięciem znamionowym lub w celu regulacji ich prędkości obrotowej, np. w mikserach kuchennych.
W autotransformatorze ze skokową regulacją odczepy umieszczone pomiędzy połączeniem początkowym i końcowym pozwalają na uzyskanie napięcia niższego niż napięcie zasilania, podczas gdy odczepy znajdujące się poza sekcją główną generują napięcie wyższe od napięcia zasilania.
Występują również transformatory, w których odczepy stosuje się po stronie pierwotnej (wyższego napięcia), aby zasilać je z różnych sieci np. 230 V i 110 V.